# 金澤覚太郎
金澤 覚太郎（かなざわ かくたろう、1906年（明治39年）6月23日 - 1970年（昭和45年）9月15日）は、日本の放送人、放送研究家である。岡山県高梁市出身。姓は常用漢字体で「金沢」とも表記される。

## 経歴

### 生い立ち
岡山県高梁市に生まれる。1919年（大正8年）、地元の旧制岡山県立高梁中学校（現・岡山県立高梁高等学校）に進み、同期に石川達三などがいた。1924年（大正13年）に旧制第六高等学校文科乙類に進み、1927年（昭和2年）に卒業する。東京帝国大学へ進学し、1930年（昭和5年）に東京帝国大学法学部を卒業した。

### 満州時代
1933年（昭和8年）に満洲電信電話に入り放送に従事、新京中央放送局長、満州放送総局副局長などを務めた。この間ドイツで放送事業を研究、また満蒙（満洲と内モンゴル）の民族土語を採録した。複雑な民族を抱える満洲国では満洲電信電話によるラジオ放送を国民統合のツールとすることが強く求められた。放送総局副局長だった金澤は、満洲のラジオ放送は「使用言語こそ未だ長い間は使い分けられねば不便、不利であらうが、その中に盛り込まれるべき内容は、努めて共通のものにし、共通のものをつくつてゆくようにならねばならぬ。」とし、「満洲ラヂオの内容も次第に融合してくること」を目標としなければならないとしていた。

### 日本敗戦後
敗戦後はシベリア抑留を経験した。帰国するとラジオ東京（現・TBSテレビ）開局に計画段階から加わり、1951年（昭和26年）に会社が設立されると編集局長に就任した。調査局長を務めた後、1958年（昭和33年）に日本教育テレビ（現・テレビ朝日）に移って編成局次長となる。1962年（昭和37年）から民間放送連盟放送研究所副所長を務めた後、1968年（昭和43年）に日本教育テレビを退社した。
放送業界以外の役職として、国語審議会委員を1964年（昭和39年）から4年間務めた。

## 著書
- 『ラヂオの性格』日本放送出版協会、1941年
- 『商業放送の研究』〈電通広告選書〉日本電報通信社、1951年
- 『テレビジョン その社会的性格と位置』東京堂、1959年
- 『テレビの良心 情報化社会における課題』東京堂出版、1970年

### 共編著
- 『現代テレビ講座 第5巻　ノンフィクション・コマーシャル篇』（編集）ダヴィッド社、1960年
- 『テレビ放送読本 今日から明日への編成・制作・技術』（編著）実業之日本社〈実日新書〉、1966年
- 『放送文化小史・年表』（編著）岩崎放送出版社、1966年